# Amphisbetia mccallumi
Amphisbetia mccallumi är en nässeldjursart som först beskrevs av Bartlett 1907.  Amphisbetia mccallumi ingår i släktet Amphisbetia och familjen Sertulariidae. Inga underarter finns listade i Catalogue of Life.